# 紅特勞恩河
47°49′58″N 12°38′46.05″E / 47.83278°N 12.6461250°E

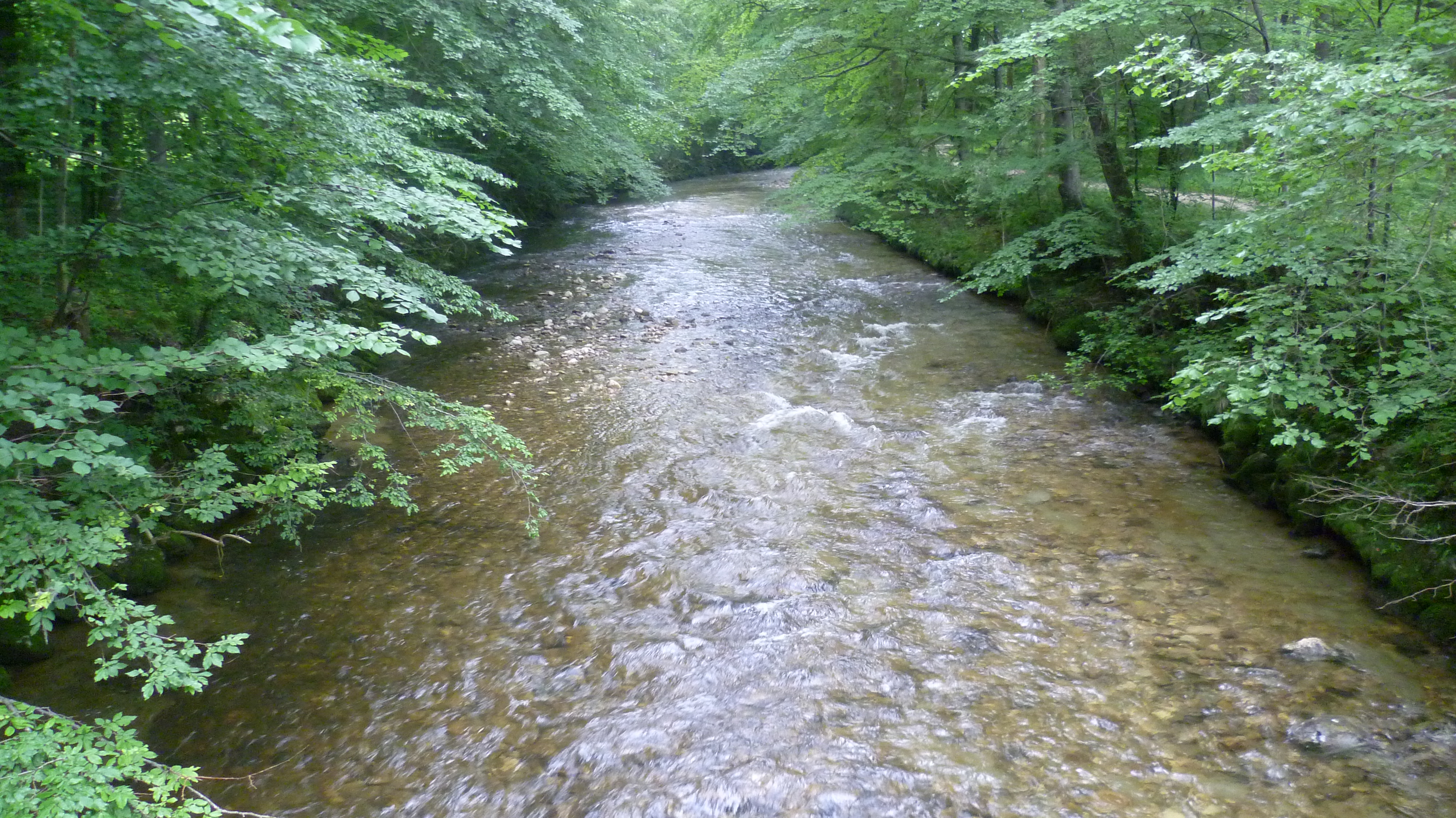

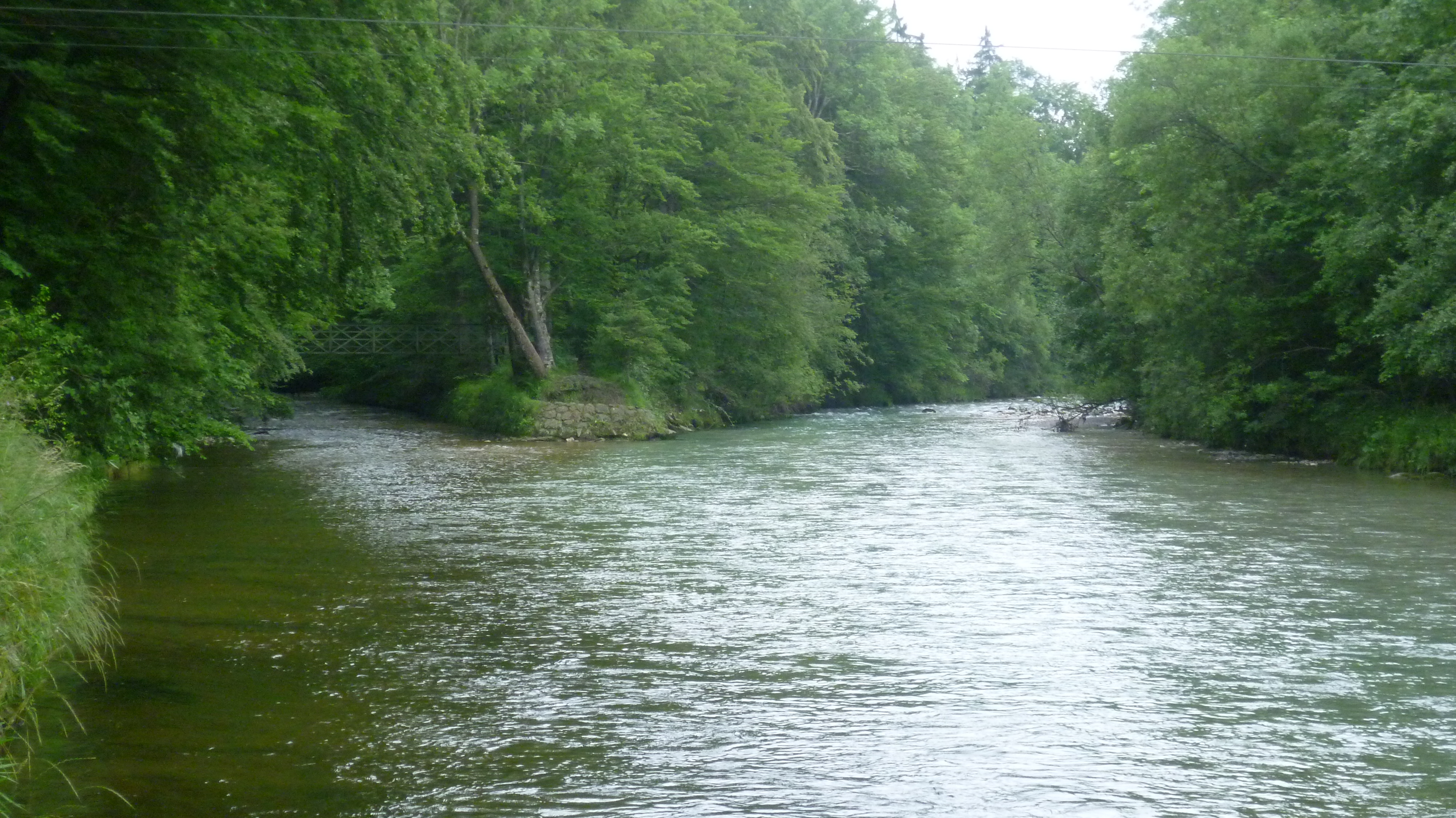

紅特勞恩河是德國的河流，位於該國東南部，由巴伐利亞負責管轄，屬於特勞恩河的右源，河道全長9.7公里，由大瓦爾達赫河和法爾肯塞巴赫河匯流而成。